# Cryptophyton goddardi
Cryptophyton goddardi är en korallart som beskrevs av Williams 2000. Cryptophyton goddardi ingår i släktet Cryptophyton och familjen Clavulariidae. Inga underarter finns listade i Catalogue of Life.